# Tetracyclines
Tetracyclines zijn een groep antibiotica gebaseerd op tetracycline.
De tetracyclines inhiberen de binding van het aminoacyl-tRNA (anticodon) met mRNA (codon) ter hoogte van het 30S-ribosoom. Ze werken bacteriostatisch. Hun werking is omkeerbaar en afhankelijk van de bereikte concentratie binnen in de bacteriële cel. De belangrijkste tetracyclines zijn tetracycline, chloortetracycline, oxytetracycline, doxycycline en methacycline. 
De tetracyclines zijn zowel actief tegen gram-positieve als tegen gram-negatieve bacteriën. Ze zijn actief tegen mycoplasma, chlamydia, rickettsia en anaerobe bacteriën maar niet tegen Pseudomonas. Hun activiteit is echter matig. Wegens hun goede intracellulaire penetratie zijn het de eerste keuze producten in de behandeling van chlamydia en rickettsia. 
Voor tetracyclines is er een plasmide dat verantwoordelijk is voor de synthese van een proteïne dat zich in de celmembraan afzet, de efflux van teracycline bevordert en aldus resistentie opwekt. Deze efflux-geassocieerde resistentiesystemen zijn onder andere SMR, RND, MFS, MDR en MRP.